# Maria Theresa Lewis
Pour les articles homonymes, voir Lewis.
Maria Theresa Lewis (née Villiers, plus tard Lister ; 8 mars 1803 - 9 novembre 1865) est une écrivaine et biographe britannique.

## Jeunesse
Marie-Thérèse Villiers est née le 8 mars 1803. Elle est la fille de l'hon. George Villiers, membre de la famille aristocratique Villiers (et le plus jeune fils de Thomas Villiers (1er comte de Clarendon) et Charlotte Capell), et de Theresa Parker (une fille de John Parker (1er baron Boringdon) et sa seconde épouse Thérèse Robinson) .
Elle est la sœur de George Villiers (4e comte de Clarendon), Thomas Hyde Villiers, l'hon. Charles Pelham Villiers, Frederick Adolphus Villiers, Hon. Edward Ernest Villiers (qui épouse Elizabeth Charlotte Liddell, fille de Thomas Liddell (1er baron Ravensworth))  Hon. Henry Montagu Villiers (évêque de Durham), et le lieutenant Hon. Auguste Algernon Villiers .

## Carrière
Lewis compile la biographie de l'un de ses ancêtres, Edward Hyde (1er comte de Clarendon). En 1852, elle publie son premier ouvrage qui est un groupe de biographies de personnes connues d'Edward Hyde, le comte de Clarendon, et il s'intitule The Lives of the Friends and Contemporaries of Lord Chancellor Clarendon. Le livre est destiné à illustrer les portraits de la galerie de Clarendon à The Grove, Watford .
Le travail de Lewis a tellement impressionné l'écrivaine Mary Berry qu'elle laisse ses papiers à Lewis (via Thomas Frankland Lewis) afin que Lewis puisse en 1865 publier des extraits des journaux et de la correspondance de Miss Berry de l'année 1783 à 1852 .
Lady Lewis édite également un roman de l'hon. Emily Eden appelé The Semi-Detached House en 1859, et elle écrit deux pièces, basées sur des contes de fées, pour les enfants.

## Vie privée
Le 6 novembre 1830, elle épouse le romancier Thomas Henry Lister, un fils de Thomas Lister d'Armitage Park (en), et sa première épouse Harriet Anne Seale. Ils ont trois enfants :
- Thomas Villiers Lister (1832-1902), épouse Fanny Harriet Coryton et se remarie à Florence Selina Hamilton, fille du géologue William John Hamilton et de sa seconde épouse Margaret Frances Florence Dillon.
- Maria Theresa Lister (d. 1863) épouse l'homme politique William Vernon Harcourt, dont elle a un fils, Lewis Harcourt (1er vicomte Harcourt).
- Alice Beatrice Lister (décédée en 1898) épouse Algernon Borthwick (1er baron Glenesk), propriétaire du journal londonien The Morning Post, dont elle a une fille, Lilian Margaret Frances Borthwick, qui épouse Seymour Bathurst (7e comte Bathurst).

Son mari est décédé en 1842.
En 1844, elle se remarie avec Sir George Cornewall Lewis, 2e baronnet. La carrière de Lewis est promue par sa femme dans la société londonienne et par sa famille .
Lewis est décédé au Brasenose College d'Oxford en 1865 d'un cancer .